# Nicolas Szerszeń
Nicolas Szerszeń (ur. 31 grudnia 1996 w Poissy) – francusko-polski siatkarz, grający na pozycji przyjmującego. Przez 3 lata występował i studiował inżynierię mechaniczną w Ohio State University.
Jego ojciec Jacek Szerszeń jest byłym graczem między innymi Resovii Rzeszów oraz Hutnika Kraków, z którym w 1988 roku wywalczył mistrzostwo Polski. Mama, Magdalena, pochodzi z Krakowa, i również grała w siatkówkę, ale swoją przygodę ze sportem zakończyła na poziomie uniwersyteckim. W 1991 roku małżeństwo z kilkuletnią córką Anną przeprowadziło się do Francji, gdzie Jacek podpisał kontrakt z jedną z drużyn. Młody Szerszeń bardzo szybko zaczął trenować siatkówkę, bo już w wieku 6 lat. Jego pierwszym trenerem był właśnie ojciec, pod którego skrzydłami grał do 17 roku życia w podparyskim klubie Conflans Andresy Jouy VB. Tę funkcję pełni do dziś. Jego siostra Anna, również była siatkarką oraz absolwentką Ohio State University.
W 2015 roku na Mistrzostwach WEVZA występował w barwach reprezentacji Francji.
20 grudnia 2019 roku, podczas spotkania Komitetu Wykonawczego Międzynarodowej Federacji Piłki Siatkowej, które odbyło się w Lozannie w Szwajcarii, wydano zgodę na zmianę federacji macierzystej Nicolasa Szerszenia z francuskiej na polską.

## Sukcesy klubowe
Mistrzostwa MIVA:
- 2016, 2017

Mistrzostwa NCAA:
- 2016, 2017
- 2018

## Sukcesy reprezentacyjne
Mistrzostwa WEVZA:
- 2015

## Nagrody indywidualne
- 2016: MVP i siatkarz roku Mistrzostw MIVA
- 2017: MVP Final Six Mistrzostw NCAA[6][7]